# Bellafronto Bight
Die Bellafronto Bight ist eine Bucht an der Scott-Küste des ostantarktischen Viktorialands. Sie liegt nordwestlich des Fußes von Mount Discovery auf der Westseite der Brown-Halbinsel und erstreckt sich über 10 km von der Insel Hahn Island bis zum Swyers Point.
Das Advisory Committee on Antarctic Names benannte sie 1999 nach Leutnant Robert L. Bellafronto (* 1946) vom Civil Engineer Corps der United States Navy, verantwortlich für die Öffentlichkeitsarbeit auf der McMurdo Station im Rahmen der Operation Deep Freeze der Jahre 1978 und 1979.